# Taipan
De taipan (Oxyuranus scutellatus) is een slang uit de familie koraalslangachtigen (Elapidae).

## Naam en indeling
De wetenschappelijke naam van de soort werd voor het eerst voorgesteld door Wilhelm Peters in 1867. Oorspronkelijk werd de wetenschappelijke naam Oxyuranus scutellatus scutellatus gebruikt. Later werd de soort aan het geslacht Pseudechis toegekend.

### Ondersoorten
De soort wordt verdeeld in twee ondersoorten die onderstaand zijn weergegeven, met de auteur en het verspreidingsgebied.
Het geslacht omvat de volgende soorten, met de auteur en het verspreidingsgebied.
| Naam                        | Auteur       | Verspreidingsgebied                  |
| --------------------------- | ------------ | ------------------------------------ |
| Oxyuranus scutellatus       | Peters, 1867 | De rest van het verspreidingsgebied. |
| Oxyuranus scutellatus canni | Slater, 1956 | zuidelijk Papoea-Nieuw-Guinea        |

## Uiterlijke kenmerken
De slang bereikt een totale lichaamslengte van 1,5 tot 2,9 meter. De langwerpige kop is duidelijk te onderscheiden van het lichaam door de aanwezigheid van een insnoering. De ogen zijn relatief groot en hebben een oranjebruine iris. De slang heeft 21 tot 23 rijen schubben in de lengte op het midden van het lichaam. De rugschubben zijn glad maar die achter de kop zijn licht gekield.
De buikzijde is witgeel van kleur met oranje vlekken. De ondersoort Oxyuranus scutellatus canni heeft in de regel een oranje lengtestreep aan de buikzijde.

## Leefwijze
Het is een bodembewoner, het voedsel bestaat voornamelijk uit zoogdieren maar af en toe wordt een hagedis of een vogel gegrepen. De slang sluipt weleens hun holen binnen. Ook grotere prooidieren kunnen worden buitgemaakt, zoals buideldassen. De taipan is eierleggend en de vrouwtjes zetten per legsel ongeveer drie tot vijfentwintig eieren af. De taipan is giftig, de slang is niet agressief maar vormt vooral een bedreiging door zijn schutkleur. Hierdoor wordt het dier vaak te laat opgemerkt.

## Giftigheid
De taipan is een van de giftigste slangen van Australië, alleen de verwante soorten Oxyuranus microlepidotus, Pseudonaja textilis en Bungarus candidus zijn nog giftiger. Een beet van de taipan kan dodelijk zijn voor mensen, maar er is een tegengif, sinds de Australische slangenjager Kevin Budden, ten koste van zijn eigen leven, er in 1950 eentje ving voor de wetenschap.

## Verspreiding en habitat
De soort komt voor in delen van Papoea-Nieuw-Guinea, Indonesië en in Australië in de deelstaten New South Wales, Noordelijk Territorium, Queensland en West-Australië. De habitat bestaat uit droge tropische en subtropische bossen, vochtige tropische en subtropische laaglandbossen en scrublands. Ook in door de mens aangepaste streken zoals plantages en landelijke tuinen kan de slang worden gevonden. De soort is aangetroffen van zeeniveau tot op een hoogte van ongeveer 360 meter boven zeeniveau.

## Beschermingsstatus
Door de internationale natuurbeschermingsorganisatie IUCN is de beschermingsstatus 'veilig' toegewezen (Least Concern of LC).